# د. جي. هارت
د. جي. هارت (بالإنجليزية: D. G. Hart)‏ هو مؤرخ أمريكي، ولد في 1950.